# La Fille de l'après-midi
Albums de Élodie Frégé
Le jeu des 7 erreurs
(2006) Amuse Bouches
(2013)
Singles
1. La Fille de L'Après-midi
Sortie : avril 2010
2. La Belle et la Bête
Sortie : septembre 2010

La Fille de l'après-midi est le troisième album d'Élodie Frégé paru en 2010.

## Liste des titres
CD 1
| 1.    | Depuis toi                                 | Elodie Frégé                   | Elodie Frégé                   | 3:37 |
| 2.    | Les Heures inertes (featuring Brisa Roché) | Elodie Frégé                   | Elodie Frégé                   | 3:25 |
| 3.    | La Fille de l'après-midi                   | Elodie Frégé                   | Elodie Frégé                   | 3:52 |
| 4.    | L'Inédit                                   | Elodie Frégé                   | Elodie Frégé                   | 3:42 |
| 5.    | Ma folie passagère                         | Florent Marchet                | Florent Marchet                | 2:44 |
| 6.    | Un pont                                    | Elodie Frégé                   | Elodie Frégé                   | 3:05 |
| 7.    | Apparemment                                | Elodie Frégé                   | Benjamin Tesquet, Elodie Frégé | 3:43 |
| 8.    | Ta désinvolture                            | Elodie Frégé                   | Elodie Frégé                   | 3:46 |
| 9.    | Nous ne parlons pas                        | Elodie Frégé                   | Benjamin Tesquet               | 3:50 |
| 10.   | La Belle et la Bête                        | Elodie Frégé, Benjamin Tesquet | Elodie Frégé, Benjamin Tesquet | 3:05 |
| 11.   | Con de soleil                              | Elodie Frégé                   | Elodie Frégé                   | 3:53 |
| 12.   | L'Imperméable beige                        | Grégoire Louis                 | Elodie Frégé                   | 5:24 |
| 44:06 |                                            |                                |                                |      |

DVD
| 1.    | La Fille de l'après-midi (DVD Bonus Track) | 7:09 |
| 2.    | Entretien (DVD Bonus Track)                | 9:31 |
| 16:40 |                                            |      |

CD 2
| 1.   | L'Infernale (Fnac CD Bonus Track)                                   | Elodie Frégé | Elodie Frégé | 2:17 |
| 2.   | La fille de l'après-midi (version acoustique) (Fnac CD Bonus Track) | Elodie Frégé | Elodie Frégé | 3:34 |
| 5:51 |                                                                     |              |              |      |

## Classements
| Pays          | Meilleure position |
| ------------- | ------------------ |
| France        | 28                 |
| France (TL)   | 11                 |
| Belgique (FR) | 24                 |
| Suisse        | —                  |